# Lista över sekreterare vid Kungl. Maj:ts Orden
Detta är en lista över Kungl. Maj:ts Ordens sekreterare. 

## Sekreterare
- 1748–1759: Carl Rudenschöld
- 1759–1760: Fredrik von Stenhagen
- 1760–1766: Joachim von Düben
- 1766–1769: Matthias von Hermansson
- 1769–1773: Sven Bunge
- 1773–1782: C. Manderström
- 1782–1787: Nils Posse
- 1787–1794: Hans Henric von Essen
- 1794–1812: Carl Mörner
- 1812–1816: Magnus Stenbock
- 1816–1821: Wilhelm Bennet
- 1821–1829: Carl E. Gyldenstolpe
- 1829–1832: Gustaf Algernon Stierneld
- 1832–1848: David von Schulzenheim
- 1858–1866: Erik August Lewenhaupt
- 1866–1878: Rutger Wachtmeister
- 1878–1886: Alfred Lagerheim
- 1886–1894: Nils August Fritz von Rosen
- 1894–1920: Gustaf Celsing
- 1920–1951: Reinhold Rudbeck
- 1951–1969: Thomas Adlercreutz
- 1969–1980: Lennart Häggqvist
- 1981: Bertil Broomé
- 1981–: Fredrik Löwenhielm